# Cord von Einem

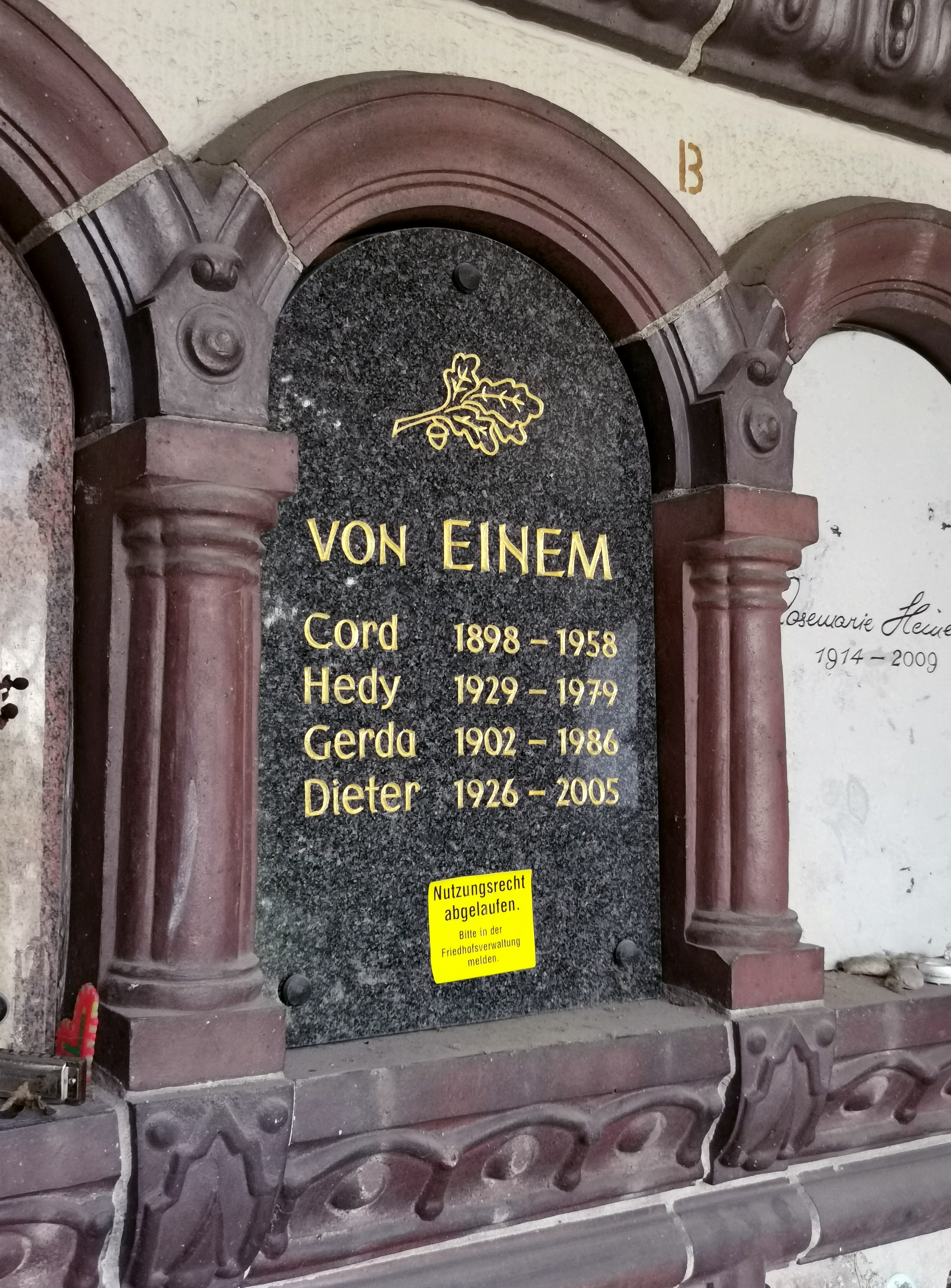
Urnennische im Kolumbarium des Friedhofs Schöneberg III

Cord Gustav Emil Georg von Einem (* 21. April 1891 in Halberstadt; † 22. November 1958 in Frankfurt am Main) war ein deutscher politischer Funktionär der NSDAP, Offizier und Automobilrennfahrer.

## Leben und Tätigkeit
Er entstammte dem Adelsgeschlecht von Einem und war ein Sohn des Georg Adolf Robert von Einem (1853–1924) und dessen Ehefrau Maria Karolina, geb. Lobeck (1867–1923). Der preußische General von Einem war einer seiner Onkel. Der Familientradition folgend schlug er die Offizierslaufbahn ein. Von 1914 bis 1918 nahm Einem am Ersten Weltkrieg teil, in dem er u. a. als Kompanieführer eingesetzt wurde. Nach dem Krieg führte er den Rang eines Oberleutnants a. D.
In den 1920er Jahren lebte Einem als Kaufmann in Berlin. Ab 1925 nahm er sporadisch an Automobilrennen teil. So war er auf einem Pluto für den Großen Preis von Deutschland 1926 auf der Berliner AVUS – den ersten Großen Preis von Deutschland überhaupt – gemeldet, konnte aber wegen eines im Training erlittenen Motorschadens nicht im Rennen antreten. 1927 wurde Einem auf einem Bugatti T37 Vierter seiner Klasse beim Eröffnungsrennen des Nürburgrings.
Anfang der 1930er Jahre arbeitete Einem als Geschäftsführer für den „Hellseher“ Erik Jan Hanussen. Zum 1. September 1930 trat er in die NSDAP ein (Mitgliedsnummer 312.974) und schloss sich auch der SA an. Nach dem Verschwinden Hanussens Ende März 1933 erstattete Einem Vermisstenanzeige, wobei er den Verdacht äußerte, dass dieser einem Verbrechen zum Opfer gefallen sei. Hanussen war von Angehörigen der SA auf Geheiß des Führers der SA-Gruppe Berlin-Brandenburg, Karl Ernst, entführt und außerhalb von Berlin erschossen worden, seine Leiche wurde einige Wochen später bei Baruth entdeckt. Einem übernahm die Identifizierung des Toten. Später wurde Einem wiederholt verdächtigt, in die Ermordung von Hanussens als SA-Angehöriger verstrickt gewesen zu sein.
Im Frühjahr 1933 wurde Einem zum Kommissar der NSDAP beim Berliner Mosse-Verlag ernannt. In dieser Stellung sollte er den Verlag und seine Veröffentlichungen im Zuge der Gleichschaltung auf nationalsozialistische Linie bringen. Margret Boveri, die damals für den Mosse-Verlag arbeitete, beschrieb ihn als einen „breitschultrigen Beau und Frauenjäger“. 1933 veröffentlichte Einem ein Buch über Rangabzeichen der SA, das seinerzeit weit verbreitet war und zahlreiche Auflagen erreichte.
Im Zweiten Weltkrieg war Einem Offizier in der Luftwaffe, wurde Oberstleutnant und Kommandeur einer Gruppe von Fallschirmjägerbataillonen. In der Schlussphase des Krieges nahm Einem an der Verteidigung der von amerikanischen Streitkräften belagerten Stadt Gardelegen teil. Mitte April 1945 schickte der Kampfkommandant von Gardelegen, Walther Milz, Einem als Parlamentär zu den amerikanischen Truppen, um über die Kapitulation der Stadt bzw. der in ihr stehenden deutschen Truppen zu verhandeln. Einen Tag nach dem Massaker in der Isenschnibber Feldscheune, am 14. April 1945, fuhr Einem mit einer weißen Parlamentärflagge nach Estedt, wo sich die 102. amerikanische Infanteriedivision befand. Er bot die bedingungslose Kapitulation und Übergabe der Stadt an, die am selben Tag um 19 Uhr im Rathaus in Gardelegen vollzogen wurde.

## Ehe und Familie
Am 5. November 1923 heiratete Einem in Berlin Elisabeth Gerda von Jacobi (* 5. Dezember 1902 in Frankfurt/Oder; 15. Februar 1986), mit der er mehrere Kinder hatte.

## Archivarische Überlieferung
Im Bundesarchiv-Militärarchiv in Freiburg hat sich eine Personalakte zu Einem aus seiner Zeit als Oberstleutnant der Luftwaffe erhalten (PERS 6/2965).

## Schriften
- Abzeichen und Dienstgrade der S.A., 1933. (Neuauflage 1935; ein Nachdruck der Auflage von 1935 erschien 2011)